# Ньямлагіра
Ньямлагіра або Ньямурагіра (Nyamulagira, Nyamuragira) — активний щитовий вулкан в горах Вірунга (територія національного парку Вірунга, Демократична Республіка Конго).
Вулкан знаходиться за 25-30 км на північ від озера Ківу, зливається основою з вулканом Ньїрагонго. Ньямлагіра вважається найактивнішим вулканом Африки. З часу початку спостережень він вивергався 32 рази. Ньямлагіра постачає в атмосферу значну частину сірки, що викидається вулканами світу.
Вулкан розташований в межах Великих Африканських Рифтів. Продукти виверження вулкана представлені переважно високо-калієвими базальтами.
Вулкан має форму дуже пологого купола, на вершині якого знаходиться кальдера (порядку 2×2,3 км) з крутими, частково зруйнованими стінами та пласким дном. На схилах — численні паразитичні шлакові конуси. Об'єм вулкану Ньямлагіра оцінюється в 500 км³, а площа покрита лавовими потоками вулкана в 1500 км².

## Історичні виверження

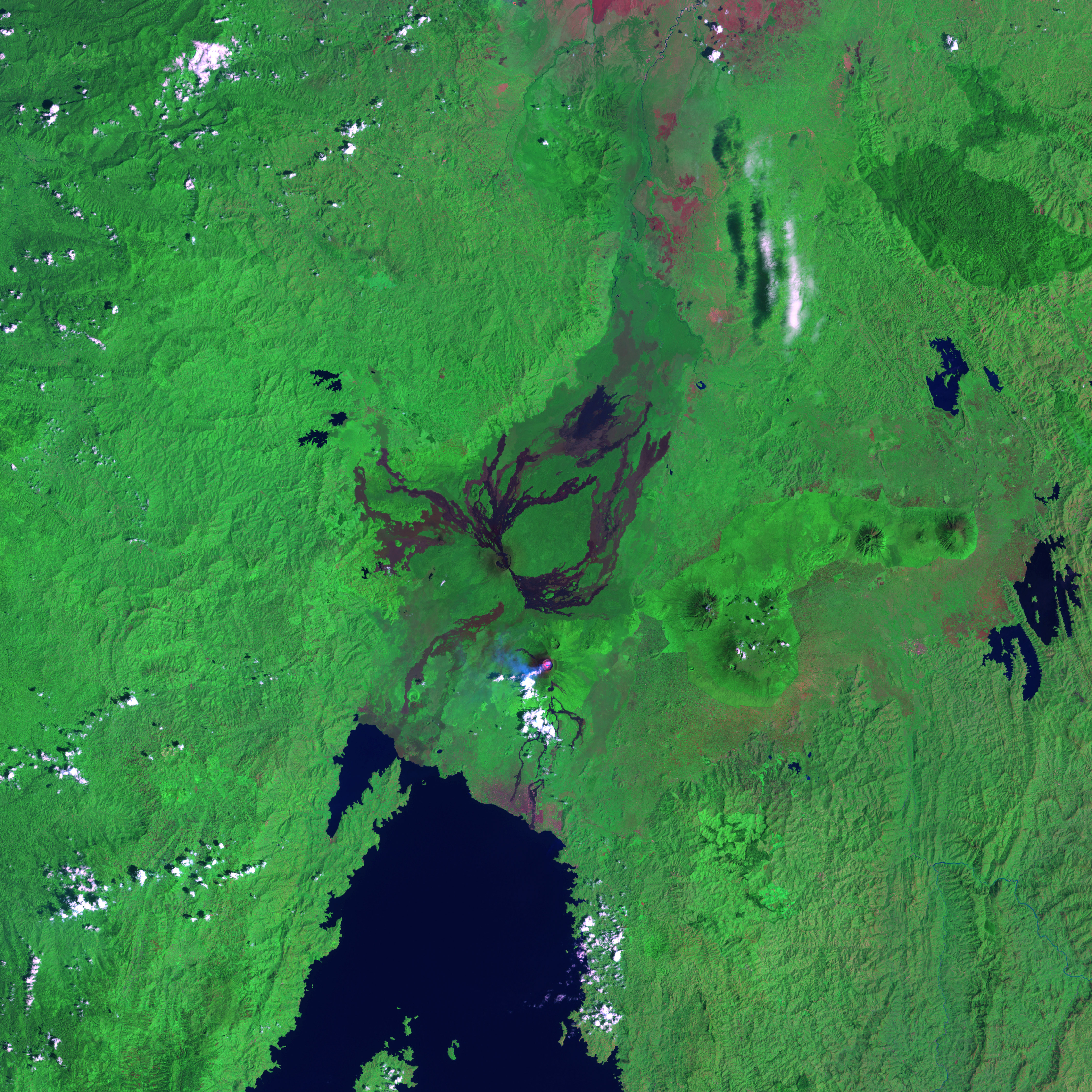
Супутникове фото вулканів Ньямлагфра (по центру) і Ньїрагонго, січень 2007 року. Добре видно лавові потоки

З 1882 відзначено понад 35 вивержень (1865, 1882, 1894, 1896, 1899, 1901, 1902, 1904, 1905, 1906 (?), 1907, 1907, 1908, 1909, 1912-13, 1920, 1921-38, 1938-40, 1948, 1951, 1951-52, 1954, 1956, 1957, 1958, 1967, 1971, 1976-77, 1980, 1981-82, 1984, 1986, 1987-88, 1989, 1991-93, 1994, 1996, 1998, 2000, 2001, 2002, 2004). У кратері вулкана з 1921 по 1938 існувало лавове озеро. Під час виверження 1938, року лавові потоки виливалися по південно-західному схилу, і досягли озера Ківу. У 1998 р протяжність лавових потоків Ньямлагіра оцінюється в 11 км.